# Indy & Wich
Indy & Wich – czeska grupa muzyczna wykonująca rap. 
Grupa powstała pod koniec lat 90. w Pradze. Początkowo swoje występy traktowali jako zabawę, lecz po wydaniu debiutanckiego singla „Pohyb Nehybnýho / Indyvidual” (BBaRáK label) rozpoczęła się ich kariera. Debiutancki utwór został nagrany z Orionem z PSH (Penery Strýčka Homeboye). Swój pierwszy koncert zagrali w grudniu 1998 r. w Strahov Club 007. Debiutancką płytę wydali w 2002 roku „My3” (firma MadDrum). Była to rewolucja na czeskiej scenie hiphopowej, ze względu na wysoki poziom produkcji. Płyta było nominowana w kategorii najlepsza czeska płyta taneczna (Czech Dance Music Awards) 2002. W 2003 roku wydali singel „Ještě Pořád / Originál Pilsner” w którym gościnnie wystąpiło dwóch polskich raperów: Eldo i Pjus. W 2004 zespół wydaje album producencki Time Is Now (firma MadDrum). Indy & Wich ma na swoim koncie występy z polskimi składami: Grammatik i WWO oraz DJ-em Soiną

## Dyskografia
| My3                         | - Data: 2002 - Wydawca: Maddrum              | —  |
| Hádej Kdo…                  | - Data: 29 listopada 2006 - Wydawca: Maddrum | 34 |
| „—” album nie był notowany. |                                              |    |

## Nagrody i wyróżnienia
| Rok  | Tytułem     | Kategoria                    | Nagroda | Nota      | Źródło |
| ---- | ----------- | ---------------------------- | ------- | --------- | ------ |
| 2005 | Indy & Wich | Najlepszy artysta hip-hopowy | Óčko    | Nominacja | [ 5 ]  |